# Bouillonia cornucopia
Bouillonia cornucopia is een hydroïdpoliep uit de familie van de Tubulariidae. De poliep komt uit het geslacht Bouillonia. Bouillonia cornucopia werd in 1898 voor het eerst wetenschappelijk beschreven door Bonnevie. 